# Epiplema himala
Epiplema himala är en fjärilsart som beskrevs av Butler 1880. Epiplema himala ingår i släktet Epiplema och familjen Uraniidae. Inga underarter finns listade i Catalogue of Life.